# フラマンヴィル原子力発電所
フラマンヴィル原子力発電所（フラマンヴィルげんしりょくはつでんしょ、フランス語：Centrale nucléaire de Flamanville）は、フランス共和国マンシュ県フラマンヴィルに所在する原子力発電所。施設はコタンタン半島の西岸、高さ70mの花崗岩できた崖の麓にあり、シェルブールから南西に10km、県都サン＝ローから北西へ40kmに位置している。同じコタンタン半島にはラ・アーグ再処理工場も所在している。

## 概要
フラマンヴィル原子力発電所は1978年頃から用地造成が始まり、1979年から建設に着手する。130万kW級の原子炉2基はそれぞれ1986年と1987年に運転を開始している。
2005年には189億kWhの電力を生産し、2004年に比べて4％増加している。バス＝ノルマンディー地域圏、チャンネル諸島およびブルターニュ半島に電力を供給している。2006年には2基の原子炉は179.2億kWhの電力を生産し、年間生産量はフランス全国の約3.3％を占めていた。2011年には約730人が発電所で働いている。
2004年10月に新たな3号機の建設が決定され、2007年12月4日に3号機の建設が始まった。この3号機は最新型である165万kW級の欧州加圧水型原子炉（ERP）で、フィンランドのオルキルオト原子力発電所で初めて建設されて以来2例目で、フランスでは初めての採用となりアレヴァ社によるERPの実証モデルでもある。フランス電力は当初建設費を33億ユーロと見込んでいたが、建設には54ヶ月の期間を要し、2012年に商業運転を開始する予定であった。だが、推定建設費は60億ユーロまで膨れ上がり、竣工も2016年まで延期する。
2007年1月3日、2号機施設内にて地雷が発見され工事が中断する。原子力安全局は3号機のコンクリート注入作業を1ヶ月間中止させる。この決定により3号炉の建設は初めて遅延することとなる。原子力安全局は2008年6月20日に翌日からのコンクリート注入作業の再開を認めた。
2007年フランス大統領選挙ではセゴレーヌ・ロワイヤル候補とニコラ・サルコジ候補の間で原子炉新規建設について議論の対象とした。2012年フランス大統領選挙ではニコラ・サルコジ候補とフランソワ・オランド候補はEPRプロジェクトの建設継続を表明する。一方、エヴァ・ジョリ候補とジャン＝リュック・メランション候補（fr:Jean-Luc Mélenchon）はフラマンヴィルのEPR建設中止を主張した。
2011年1月11日、日刊新聞紙「フランス＝ソワール」は3号機建設に従事してるブイグ社に雇われた作業員は東部諸国からやって来た人々であり、1日あたり10時間から15時間に及ぶ長時間労働を強いられ、フランス労働総同盟はこの状態を非難する。3号機建設に従事している作業員は3,200人に及び、多くはルーマニアを中心に東欧からやってきた外国人労働者であり、東欧諸国にあるブイグ社の子会社経由で労働市場から調達し、地元ノルマンディー地方出身者は500人程度が働いている。
2017年2月9日午前10時頃、施設外部で爆発が発生した。

### 原子炉の特性
各原子炉の特性は以下のとおり。
| 原子炉名      | 格納容器形式 （原子炉形式） | 容量（MW）        | 容量（MW）      | 容量（MW）      | 運用者       | 建造者     | 建設開始   | 送電網接続運転開始 | 営業運転開始 | 原子炉の運転終了 |
| 原子炉名      | 格納容器形式 （原子炉形式） | 炉心熱出力（MWt） | 定格出力（MWe） | 平均出力（MWe） | 運用者       | 建造者     | 建設開始   | 送電網接続運転開始 | 営業運転開始 | 原子炉の運転終了 |
| ------------- | --------------------------- | ----------------- | --------------- | --------------- | ------------ | ---------- | ---------- | ------------------ | ------------ | ---------------- |
| Flamanville-1 | P'4 REP 1300 (PWR)          | 3817              | 1382            | 1330            | フランス電力 | フラマトム | 1979年12月 | 1985年12月         | 1986年12月   |                  |
| Flamanville-2 | P'4 REP 1300 (PWR)          | 3817              | 1382            | 1330            | フランス電力 | フラマトム | 1980年5月  | 1986年7月          | 1987年3月    |                  |